# Éruption de tornades de juin 1967 en Europe
L’éruption de tornades de juin 1967 en Europe est une série très inhabituelle de tornades qui se produisit dans 4 pays d'Europe entre les 23 et 25 juin 1967. En France, le village de Palluel fut touché par une tornade de force EF5 dans l'échelle de Fujita améliorée, ce qui est très inhabituel dans ce pays, le dernier événement de ce type s'étant produit antérieurement en 1845. Les tornades, souvent appelées « trombes » à l'époque, étaient mal comprises en France à cause de l'absence de radars météorologiques efficients. La notion d'orage supercellulaire ne fut pas évoquée à l'époque bien que déjà connue aux États-Unis. Des vaches et des voitures furent soulevées, même des humains.  Les dommages humains furent relativement limités mais les dommages matériels furent très importants, certains villages furent quasiment détruits comme s'ils avaient été touchés par un bombardement stratégique.

## Évolution météorologique

### Régions touchées et intensité des tornades
L'éruption de tornades débuta le 23 juin alors que des tornades de faible intensité frappèrent la région de Beauvais. Le 24 juin des tornades nettement plus violentes frappèrent le nord de la France. Le 25 juin, les tornades frappèrent la France, le Benelux et la République démocratique allemande (ex-Allemagne de l'Est). L'évaluation de la force des tornades se fit au vu des dégâts observés, sachant cependant qu'un biais pût exister au vu de la meilleure qualité des constructions européennes ; et au vu de la taille des objets soulevés.
Le 24 juin, la France fut touchée par plusieurs tornades de force EF4 et une tornade de force EF5. Les trois autres pays furent touchés par des tornades de force maximale EF3.
Il semblerait que la France fut aussi touchée par des tornades d'intensité EF2. La première tornade frappa Pommereuil,,
et est estimée d'intensité EF4. La deuxième tornade encore plus sévère frappa ensuite Palluel et fut de force EF5,,.
Le 25 juin, les tornades frappèrent encore la France à Argoules puis se déplacèrent vers le Benelux. Les dégâts furent conséquents à Oostmalle, Tricht et Chaam. Ces tornades furent de force EF3. Une tornade apparemment indépendante EF0/EF1  frappa le même jour Jüterbog en République démocratique allemande.

### Phénomènes associés
Le phénomène de dépression dans l'œil d'une tornade qui peut atteindre 20 hPa causerait un phénomène de surpression à l'intérieur des maisons et devrait éventrer celles-ci. Les auteurs mentionnent ce concept pour expliquer que beaucoup de maisons furent éventrées avec les vitres éclatant vers l'extérieur. Les toits furent littéralement aspirés vers le haut. Ainsi, à Pommereuil, le toit d'une petite chapelle fut arraché et reposé quasi intact à proximité . Cependant, les études sur le sujet ont démontré que la raison est plus complexe : c'est la différence de pression de part et d'autre de la maison due à la différence des vents qui cause les dégâts. De même la rivière la Selle resta asséchée durant une demi-heure .
À Palluel, des grêlons de la taille d'un œuf de poule et de forme étrange comme étant taillés au couteau s'abattirent sur le village. à Écoust-Saint-Mein des grêlons de 8 cm de diamètre s'abattirent. Cela correspond à des grêlons ayant une masse de 700 grammes environ. À Écourt-Saint-Quentin des grêlons de forme irrégulière ayant la taille d'un œuf d'oie s'abattirent.  
Les tornades furent violentes et déplacèrent des objets lourds. C'est ainsi que l'évaluation de leur intensité put être effectuée car basée sur la taille des objets déplacés. Elles furent suffisamment violentes pour soulever et déplacer des voitures de 200 mètres. Ainsi, une voiture Dyna Panhard réussit à sauter une maison et s'écraser 10 mètres plus loin.
À Davenescourt, 24 vaches furent soulevées ou a minima traînées sur une distance de 300 à 600 mètres. On retrouva même une vache accrochée à un arbre à 2 mètres de hauteur,,,.
Les cumulonimbus percèrent la tropopause et pénétrèrent dans la stratosphère. Leur hauteur évaluée par radar dépassa 12 km. L'épaisseur optique de ces nuages était donc importante. Ainsi, à Palluel, lorsque la tornade était prête à frapper, le ciel prit une couleur d'encre où tout devint noir,. Quelques minutes après, le ciel redevint clair. De même à Valloires, à 12 h 45 locale, le ciel prit une couleur « noire d'encre »,. Lors du passage de la tornade, le bruit fut aussi épouvantable et fut comparé au passage d'une escadrille d'avions à réaction volant à basse altitude.

## Situation météorologique

### Analyse d'époque
En 1967, le modèle de l'orage supercellulaire avait déjà été développé par Keith Browning et Frank Ludlam en 1962 et aurait dû être connu en Europe. Cependant cela ne fut pas le cas, les météorologistes de l'époque parlaient de trombes et de cumulonimbus puissants.
En outre, il n'était pas clair que les tornades étaient un sous-phénomène local associé à des supercellules. Les météorologistes de l'époque notèrent que le 24 juin, les vents dans les stations voisines n'étaient pas violents, ce qui ajoutait à la confusion à l'époque. Cependant, il semblerait qu'une tornade eût frappé Boulogne où une pointe de « vent » de 120 nœuds fut mesurée. Les dégâts enregistrés sont cohérents avec le passage d'une tornade avec une caravane soulevée à 10 mètres du sol.
Ces météorologistes identifièrent des petites dépression locales associées à ces supercellules et aussi remarquèrent que l'indice de soulèvement (Lifted Index) fut assez négatif (de l'ordre de -5 à -6 K) ce qui aurait dû engendrer du mauvais temps et cela fut le cas. Un front froid s'était formé au-dessus de l'Océan Atlantique et à l'avant dudit front, une advection d'air tropical se produisit et recouvrit pratiquement toute l'Europe le 25 juin avant l'arrivée du front froid lui-même. Les tornades du 25 juin étaient donc antérieures au passage du front froid.
Les cumulonimbus furent évalués au radar et la supercellule qui frappa Oostmalle le 25 juin fut parfaitement identifiée par le radar du Bourget qui localisa un écho fort à 160 milles marins (296 km) à l’azimut 30°. Cela correspondait exactement à la localisation du village. En outre, il fut remarqué que le sommet des cumulonimbus dépassait 12 km aux environs de Beauvais.

### Analyse ultérieure
À la lumière des progrès effectués ultérieurement, les « trombes » ayant frappé la région furent identifiées comme étant des tornades associées à des cumulonimbus supercellulaires et en outre l'intensité de ces tornades fut déterminée à partir du type d'objets soulevés. Le phénomène d'explosion des habitations fut aussi interprété à la lumière des découvertes récentes. qui décrivent la baisse de pression au centre du vortex.
Le site web Météo Belgique effectua une reconstruction précise des événements et démontra que l'on était en présence de 3 masses d'air :
- Une masse d'air polaire maritime à l'Ouest ;
- Une masse d'air tropical maritime au nord de la Belgique ;
- Une masse d'air tropical « saharien » au sud et à l'est de la Belgique.

En outre, ces masses d'air étaient imbriquées : l'advection d'air froid en altitude se produisit en avance du front froid proprement dit ce qui augmenta l'instabilité latente en altitude. En outre, l'advection d'air « saharien » (spanish plume) se produisit aux niveaux moyens de l'atmosphère.
Cela créa une inversion de température en altitude qui bloqua temporairement la convection profonde et donc provoqua un réchauffement conséquent des basses couches de l'atmosphère. Ce panache d'air « saharien » agissait à la manière d'un couvercle de cocotte minute prêt à sauter.
Dès qu'un forçage se produisait et qu'un courant ascendant réussissait à forcer cette inversion, alors toute l'énergie potentielle de convection disponible était libérée brutalement, ceci expliquant alors le caractère extrême des supercellules et des tornades,.
En outre, le site Météo Belgique a identifié un « pseudo front » entre les deux masses d'air tropical sec et d'air tropical humide que l'on pourrait peut-être associer à un front de point de rosée. Les points de ressemblance sont nombreux avec les tornades meurtrières dans la Tornado Alley aux États-Unis qui sont souvent associées audit front de point de rosée. Ce phénomène fut aussi identifié par Dessens
qui nota que la présence d'une masse d'air ensoleillé au contact d'une masse d'air plus fraîche liée à un temps couvert peut engendrer des tornades de faible intensité au contact de ces masses d'air.

## Impact humain et matériel
Cette éruption de tornades a blessé au total 232 personnes et a tué 15 personnes,. Des troupeaux de vaches ont aussi été décimés ; lors de la tornade de Davenescourt 24 vaches furent touchées. Une des vaches fut retrouvée pendue à un arbre, son corps étant entortillé dans sa clôture électrique,,,. Des humains furent aussi touchés de manière similaire. à Palluel, un couple qui crut se protéger d'une tornade s'était réfugié sur leur lit tout habillés. Cependant, la tornade aspira le toit de leur maison et eux avec. L'homme se retrouva nu et indemne à 10 mètres de la maison. Ce dernier retrouva sa femme déshabillée elle-aussi et blessée à 25 mètres de leur habitation.
La tornade qui frappa Tricht fit de lourds dommages au village et où de nombreuses maisons furent détruites ou sévèrement endommagées. Le coût total des dommages est estimé à 13,8 millions euros. Cette seule tornade blessa 32 personnes et tua 5 autres personnes. Le météorologue néerlandais Joop den Tonkelaar avait prévu le matin même de l'événement la possibilité de tornades frappant les Pays-Bas basée sur les tornades de la veille en France. Cependant, pour éviter toute panique, l'Institut royal météorologique des Pays-Bas censura partiellement ses prévisions et préféra utiliser la novlangue en parlant simplement de « vents tourbillonnants ». Cela fut la première occurrence de prévision de tornades en Europe.